# Jackie Wullschlager
Jackie Wullschlager (geboren 1962 in London), auch Jackie Wullschläger, ist eine britische Kunstkritikerin.

## Leben
Jackie Wullschlager arbeitet als Kunstkritikerin bei der Financial Times, wo sie eine regelmäßige Kolumne hat. Sie schrieb Beiträge für Ausstellungskataloge, eine Biografie von viktorianischen Kinderbuchautoren und eine Biografie des Märchenautors Hans Christian Andersen. Mit ihrer Biografie über Claude Monet gewann sie den Elizabeth-Longford-Preis für Historische Biografie 2024 (orig: "Prize for Historical Biography") und den Literary Award der Franco-British Society 2023. Ihre Chagall-Biografie gewann den Spears Book Award 2009, stand im selben Jahr auf der Shortlist vom Jewish Quarterly-Wingate Prize und 2008 in der Kategorie Biografie des Costa Book Awards und beim Duff Cooper Prize.
Wullschläger lebt mit Ehemann und drei Kindern in London.

## Schriften (Auswahl)
- Monet: The Restless Vision. London: Penguin Books, 2023.
- Chagall: a biography. New York: Alfred A. Knopf, 2008
- Aki Kuroda: Cosmocity. Katalog. Essay von Jackie Wullschlager. London: Rabih Hage Gallery, 2007
- mit Philip Vann: Joash Woodrow: landscapes. Ausstellungskatalog. Leeds: Leeds Metropolitan University, 2007
- (Hrsg.): Hans Christian Andersen: Fairy tales. Übersetzung Tiina Nunnally. London: Penguin Books, 2004
- Hans Christian Andersen: the life of a storyteller. New York: A.A. Knopf, 2001
- Inventing wonderland: the lives and fantasies of Lewis Carroll, Edward Lear, J.M. Barrie, Kenneth Grahame, and A.A. Milne. Free Press, New York 1995